# Сан Ђулијано (Сиракуза)
Сан Ђулијано је насеље у Италији у округу Сиракуза, региону Сицилија.
Према процени из 2011. у насељу је живело 358 становника. Насеље се налази на надморској висини од 176 м.